# Rivière Verte (Maria)
Pour les articles homonymes, voir Rivière Verte.
La rivière Verte est un affluent de la rive Nord de la Baie-des-Chaleurs, coulant dans le territoire non organisé de Rivière-Bonaventure (canton d'Angers) et dans la municipalité de Maria (canton de Maria), dans la municipalité régionale de comté (MRC) d'Avignon, dans la région administrative de la Gaspésie-Îles-de-la-Madeleine, au Québec, au Canada.

## Géographie
La rivière Verte prend sa source de ruisseaux de montagnes dans le canton d'Angers, dans le territoire non organisé de Rivière-Bonaventure. Cette source est située à :
- 1,4 km au Nord-Ouest de la limite du canton de Maria ;
- 11,4 km au Nord-Ouest du centre du village de Maria ;
- 10,7 km au Nord-Ouest du littoral de la Baie-des-Chaleurs.

À partir de sa source, la rivière Verte coule sur 15,9 km, répartis selon les segments suivants :
- 2,3 km vers le Sud-Est dans le canton d'Angers, jusqu'à la limite du canton de Maria ;
- 3,2 km vers le Sud dans le canton de Maria, jusqu'à la coulée de l'Église ;
- 1,0 km vers le Sud-Ouest, jusqu'à la coulée à Philippe (venant du Nord-Ouest) ;
- 0,3 km vers le Sud, jusqu'au ruisseau à Guillaume (venant de l'Ouest) ;
- 3,1 km vers le Sud-Est, jusqu'à la confluence du ruisseau à Caribou (venant du Nord-Ouest) ;
- 0,1 km vers le Sud, jusqu'au ruisseau Mius (venant de l'Ouest) ;
- 3,9 km vers le Sud-Est, jusqu'au pont routier ;
- 1,6 km vers l'Est, jusqu'au pont du chemin de fer du Canadien National ;
- 0,4 km vers l'Est, en passant sous le pont de la route 132, jusqu'à la confluence[1].

La rivière Verte se déverse sur la rive Nord de la Baie-des-Chaleurs, dans la municipalité de Maria au Nord-Est du village et face à la Pointe Verte. Le courant de la rivière coule sur le grès à marée basse jusqu'à 0,4 km. À marée basse, ce grès s'étend vers l'Est sur 5,3 km, jusqu'à la Pointe Duthie, à New Richmond.
Cette confluence est située à :
- 5,1 km à l'Ouest de la confluence de la rivière Cascapédia ;
- 9,7 km à l'Ouest de la confluence de la Petite rivière Cascapédia ;

## Toponymie
Le toponyme "rivière Verte" a été officialisé le 5 décembre 1968 à la Commission de toponymie du Québec.